# Ligne 71 de Media Distancia
 (avril 2021).
La ligne 71 (Grenade-Linares-Baeza) est une ligne ferroviaire exploitée par les services Media Distancia Renfe qui traversait autrefois transversalement la communauté espagnole d'Andalousie. Elle circulait sur des voies conventionnelles non électrifiées à écartement ibérique, appartenant à l'Adif. Il était exploité par la section Media Distancia de Renfe Operadora avec des trains de la série 599 et était partiellement subventionné par le gouvernement régional d'Andalousie.
La durée du trajet était de 2 heures et 22 minutes dans le sens Linares-Baeza et de 2 heures et 30 minutes dans le sens Grenade.

## Histoire
Par le passé, la ligne s'appelait « A6 » et était desservie par des trains Renfe Série 596 et occasionnellement par des trains Renfe Série 592 sur des services appelés « Andalucía Express ».
La fréquence était toujours d'un train par jour jusqu'à la suppression du service Arco reliant Grenade à Barcelone-Sants en septembre 2011. Depuis lors, afin d'assurer la liaison diurne sur cette ligne, il existe un second train sur la ligne 71 destiné à la correspondance avec l'Alaris Barcelone-Málaga/Séville. Ce train vendait à la fois des billets combinés, pour les passagers en correspondance avec l'Alaris, et des billets Media Distancia, pour les passagers effectuant un trajet sur la ligne 71. Ce second train circulait 3 jours par semaine dans un sens et 3 jours dans le sens inverse. Il convient de noter que cette même situation s'est produite avec la liaison vers Almería en utilisant cette même ligne jusqu'à ce qu'elle s'en sépare à Moreda.
Elle a été supprimée le 2 juin 2013 en raison d'une rationalisation effectuée par le ministère des Travaux publics, qui comprenait l'élimination des lignes inefficaces de Media Distancia. Les arrêts de Moreda, Jodar-Ubeda, Cabra del Santo Cristo-Alicún ajoutés au Talgo Madrid-Almería ont été conservés, mais le reste des gares intermédiaires entre Linares-Baeza et Moreda a été supprimé.